# Jacob Brønnum Scavenius Estrup
Jacob Brønnum Scavenius Estrup (Sorø, 16 de abril de 1825 – Holbæk, 24 de dezembro de 1913) foi um político da Dinamarca. Ocupou o cargo de primeiro-ministro da Dinamarca. Foi Ministro do Interior de 1865 a 1869 no Gabinete de Frijs e Presidente do Conselho, bem como Ministro das Finanças de 1875 a 1894 como líder do Gabinete da Estrup. Aos 23 anos, ele foi o ministro dinamarquês mais antigo de todos os tempos.
De uma perspectiva histórica dinamarquesa, ele é talvez o mais famoso (ou infame) pelo chamado tempo provisório (provisorietiden) de 1885-1894. Depois de uma grande derrota nas eleições parlamentares de Folketinget de 1884, nas quais o partido Højre ganhou apenas 19 dos 102 assentos, ele simplesmente se recusou a renunciar ao cargo de Chefe do Governo. (O título "konseilspresident" mais tarde foi alterado para "statsminister", mas ambos os títulos são equivalentes ao primeiro-ministro). Ele então não foi capaz de obter apoio parlamentar para as imperativas Leis Financeiras anuais, ao invés disso ele conseguiu criar para o Rei Christiano IX  suporte para Leis Financeiras Provisórias. Isso também incluiu o suporte do chamado Landstinget. O Landstinget era uma assembleia menor de políticos, dos quais metade de seus membros eram escolhidos pelo monarca. Uma razão pela qual o Monarca concordou com nove dessas leis provisórias anuais, o Rei e Estrup acreditavam na construção do muro de defesa de Copenhague (Københavns antes de) na época conhecida como "Vestencienten" construída entre 1888-92.

## Ver também

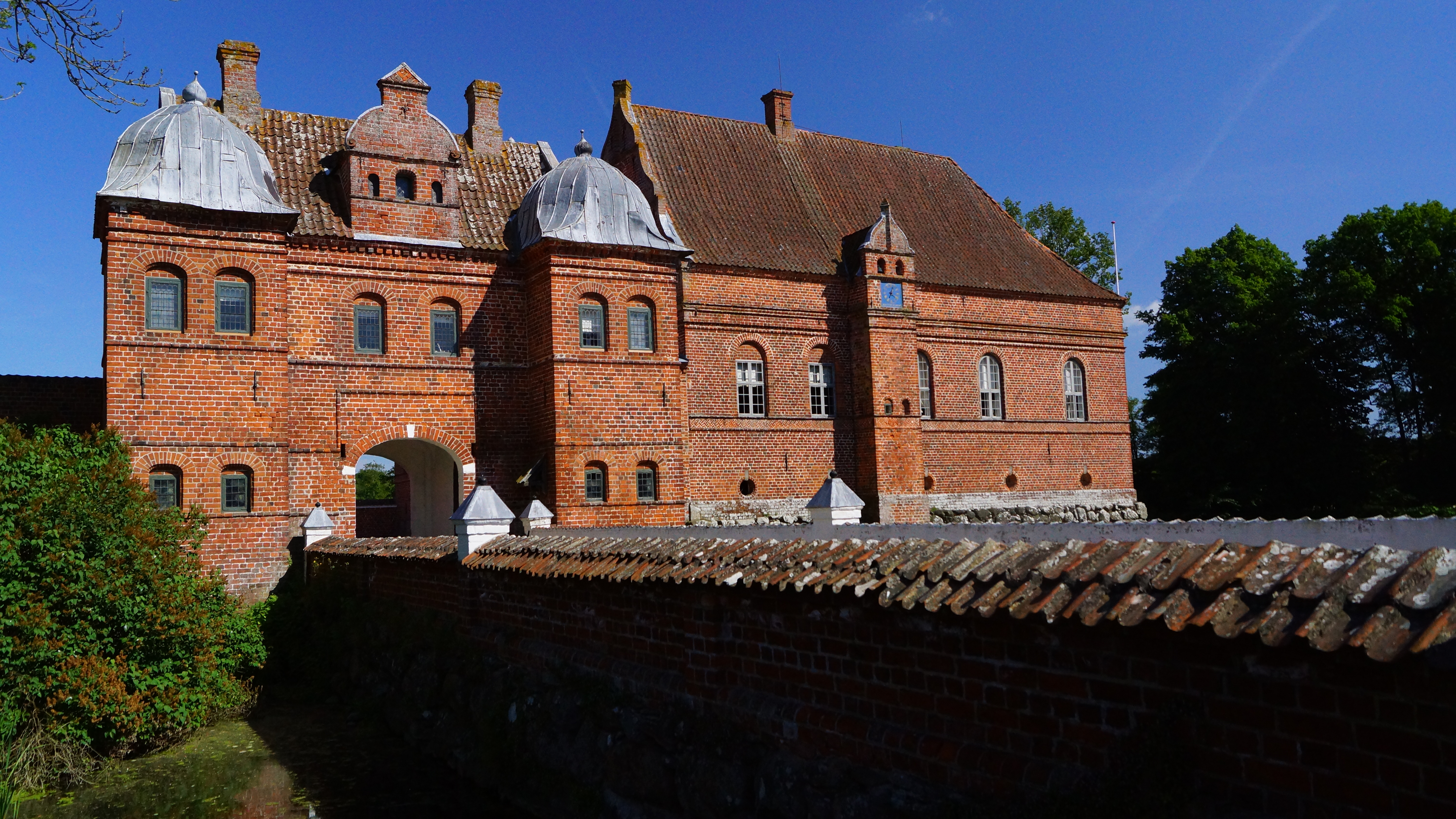
Skaføgård